# Мелнэзерс (озеро, Райскумская волость)
Ме́лнэзерс (устар. Мелле; латыш. Melnezers; Ме́ллума, латыш. Melluma ezers; Ме́ллумэзерс, латыш. Mellumezers) — дистрофное озеро в Райскумской волости Паргауйского края Латвии. Относится к бассейну Гауи.
Мелнэзерс представляет собой проточное моренное озеро на восточной окраине Аугстрозского всхолмления Идумейской возвышенности в Гауйском национальном парке. Уровень уреза воды находится на высоте 60,6 м над уровнем моря. Площадь водной поверхности — 12 га. Наибольшая глубина — 4,3 м, средняя — 1,9 м. Площадь водосборного бассейна — 0,58 км².